# Scandale des crânes afghans
Le scandale des crânes afghans est un scandale survenu à la suite de la publication par le journal allemand Bild de photos de soldats allemands en Afghanistan. Sur ces photos, prises vraisemblablement au printemps 2003, ces soldats présentent des crânes humains comme des trophées.